# Новосёлки (Комсомольский район)
Новосёлки — село в Комсомольском районе Ивановской области России, входит в состав Новоусадебского сельского поселения.

## География
Село расположено на берегу реки Чернавки в 5 км на север от райцентра города Комсомольска.

## История
В старинные времена село имело другое название — Сантусово. Исторические сведения о селе относятся к началу XVII столетия, о чём есть запись в писцовых книгах Михаила Трусова (1628—1630). В селе имелась деревянная церковь Николая Чудотворца, которая существовала до 1809 года, когда на средства прихожан была построена каменная церковь с колокольней и оградой. Престолов в церкви было два: в холодной — в честь Нерукотворного Образа Господа Иисуса Христа и в тёплом приделе — во имя Святителя и Чудотворца Николая. В 1892 году в селе было открыто земское народное училище.
В конце XIX — начале XX века село входило в состав Миловской волости Шуйского уезда Владимирской губернии. В 1859 году в селе числилось 21 двор, в 1905 году — 37 дворов.

## Население
| 1859 | 1905 |
| ---- | ---- |
| 154  | 199  |

| 1859 | 1905 | 2010 |
| ---- | ---- | ---- |
| 154  | ↗199 | ↘44  |

## Достопримечательности
В селе расположена действующая Церковь Спаса Нерукотворного Образа.